# Palacio de los Boil de Arenós

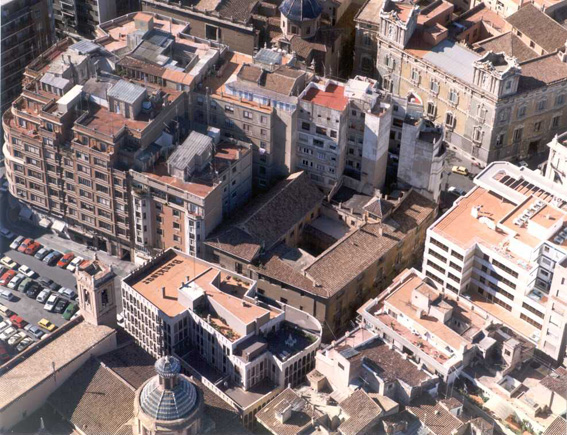
Vista aérea del palacio de los Boil de Arenós.

El palacio de los Boil de Arenós, sito en la calle Libreros número 2 de la ciudad de Valencia, España.

## Edificio
Es un palacio que sigue la tradición medieval, pero depurada y revisada por las costumbres y gustos posteriores, levantado sobre un solar en esquina perteneciente a la familia de los Boil.
La construcción del edificio comienza en el siglo XIV en estilo gótico valenciano. Sin embargo, el aspecto en el que se conserva en la actualidad se debe a una configuración planteada en el siglo XVIII. La fachada muestra la división funcional y jerárquica del inmueble al significar el semisótano, entresuelo, planta noble y piso alto. Verticalmente tiene seis huecos por cada una de las plantas La fachada tiene un zócalo de sillería, mientras que el resto de la misma está estucado. 
Destacan las balconadas de hierro forjado. La portada principal está realizada en piedra, presenta en la parte superior el escudo de la familia Boil a través de ella se accede al patio rectangular con cuatro arcos escarzanos. 
A la izquierda se encuentra la escalera que da paso a la planta principal, mientras que en el lado contrario se encuentra la escalera que comunica con todas las plantas Al fondo del patio, paralelo a la fachada, hay una sala rectangular a la que se accede por dos arcos de medio punto realizados en piedra, situados en las galerías que forma el patio. Tras esta sala hubo un patio que en la década de los años 1940 fue ocupado por una moderna edificación con varias alturas. En la parte de la fachada más cercana a la actual calle Poeta Querol se abre otra portada de menor tamaño que corresponde ya a un planteamiento edificatorio pluriresidencial. 
La fábrica del edificio combina diferentes materiales como el tapial, el ladrillo y la mampostería. Los forjados están realizados con vigas de madera con bóvedas de ladrillo.
Tras graves amenazas de arruinamiento, finalmente el edificio fue adquirido por la Generalidad Valenciana y restaurado en 1997, según concurso de proyectos ganado por el arquitecto Carlos Campos González, con la finalidad de destinarlo a sede de la Bolsa de Valencia, que estuvo ubicada en el palacio hasta mediados del año 2021, en el que se trasladó a su ubicación actual en la calle Pintor Sorolla.